# 1340-es évek
Évszázadok: 13. század · 14. század · 15. század
Évtizedek: 1290-es évek · 1300-as évek · 1310-es évek · 1320-as évek · 1330-as évek · 1340-es évek · 1350-es évek · 1360-as évek · 1370-es évek · 1380-as évek · 1390-es évek
Évek: 1340 · 1341 · 1342 · 1343 · 1344 · 1345 · 1346 · 1347 · 1348 · 1349

## A világ vezetői
- I. Károly magyar király (Magyar Királyság) (1308–1342† )
- I. Lajos magyar király (Magyar Királyság) (1342–1382† )